# Tancsou
Tancsou (egyszerűsített kínai írással: 儋州市, pinjin: Dānzhōu) prefektúra szintű város Kínában, Hajnan tartományban. Lakosainak száma 954 259 fő (2020).

## Népesség
| 2015 | 977 700 |
| 2020 | 954 259 |

## Testvérvárosok
- Lakewood
- Hạ Long